# Балканський чемпіонат (молодіжні збірні)
Балканський молодіжний чемпіонат — футбольний турнір для країн з Балканського півострова, заснований в 1968 році. Участь у змаганнях брали молодіжні збірні Албанії, Болгарії, Греції, Румунії, Туреччини і Югославії. з 1968 року по 1975 рік турнір проводився для гравців віком до 23 років (U-23), а у 1976 — 1981 роках для гравців віком до 21 року (U-21). До 1971 року команди грали груповий турнір в одне коло, а після 1971 року ділилися на дві підгрупи, переможці яких визначали чемпіона у фіналі. Матчі проводились на полях однієї з країн-учасниць. Винятком був передостанній розіграш, що розтягнувся на три роки з 1976 по 1978, коли учасники проводили по два матчі на своєму і чужому полі. 

## Таблиця розіграшів
| Рік  | Місце проведення  | Переможець | Друге місце | Третє місце    |
| ---- | ----------------- | ---------- | ----------- | -------------- |
| 1968 | Салоніки, Греція  | Болгарія   | Греція      | Туреччина      |
| 1969 | Румунія           | Греція     | Румунія     | Албанія        |
| 1970 | Болгарія          | Болгарія   | Туреччина   | Албанія        |
| 1971 | Афіни, Греція     | Греція     | Болгарія    | Румунія        |
| 1972 | Ізмір, Туреччина  | Югославія  | Туреччина   | Болгарія       |
| 1973 | Скоп'є Югославія  | Болгарія   | Югославія   | Туреччина      |
| 1974 | Румунія           | Румунія    | Албанія     | Болгарія       |
| 1975 | Хасково, Болгарія | Югославія  | Болгарія    | Греція         |
| 1976 | Салоніки, Греція  | Югославія  | Греція      | Албанія        |
| 1978 | -                 | Албанія    | Румунія     | не визначалось |
| 1981 | Волос, Греція     | Албанія    | Болгарія    | Румунія        |